# Endersbach (stacja kolejowa)
Endersbach (niem: Bahnhof Endersbach) – stacja kolejowa w Weinstadt, w kraju związkowym Badenia-Wirtembergia, w Niemczech. Według DB Station&Service ma kategorię 4. Znajduje się na 14,4 km linii Stuttgart-Bad Cannstatt – Aalen. Obsługiwana jest przez pociągi linii S2 S-Bahn w Stuttgarcie.

## Linie kolejowe
- Linia Stuttgart-Bad Cannstatt – Aalen

## Połączenia
| Linia | Trasa | Takt                              |
| ----- | --- | --------------------------------- |
| S2    | Schorndorf – Endersbach – Fellbach – Waiblingen – Nürnberger Straße – Bad Cannstatt – Hauptbahnhof – Stadtmitte – Schwabstraße – Vaihingen – Rohr – Flughafen/Messe – Filderstadt | 30 min 15 min w godzinach szczytu |